# Superpotera
Superpotera (Beat The Chasers) je kviz koji se emituje na ITV-u. Takmičari igraju protiv tima kvizomana i drugih genija, poznatiji kao „tragači”, koji pokušavaju da ih spreče u osvajanju navčane nagrade.
U Srbiji, kviz je u produkciji Adrenalin produkcije i prikazuje se na Prvom kanalu Radio-televizije Srbije. Superpotera je verzija popularnog kviza Potera.
Prva sezona Superpotere u Ujedinjenom Kraljevstvu je počela emitovanje 27. aprila 2020. godine, a srpska verzija je imala premijeru 8. marta 2025. Superpotera ima najveći nagradni fond od svih kvizova koji se emituju u Srbiji.
Voditelj Superpotere u Srbiji je Jovan Memedović, voditelj kviza Potera.

## Pravila
U prvom delu igre, takmičar odgovara na pitanja sa više ponuđenih odgovora i na taj način osigurava potencijalni novčani iznos. Nakon toga, dobija ponudu koja uključuje izbor broja tragača protiv kojih će igrati, visinu novčane nagrade i vremensku prednost za finalnu igru. Što veći novčani iznos je ponuđen, to takmičar ima manje vremena, a takođe igra protiv više tragača. Tokom završne igre, takmičar i tragači odgovaraju na pitanja naizmenično dok im teče vreme, a pobednik je onaj čije vreme ne istekne prvo.

## Tragači
Tragači superpotere su Milica Jokanović, Žarko Stevanović, Milan Bukvić i Dušan Macura.

## Spoljašnje veze
- Zvanični veb-sajt

- „Spremite se za domaći kviz sa najvećim nagradnim fondom do sada — stiže Superpotera!”. RTS. 15. 10. 2024. Arhivirano iz originala 18. 10. 2024. g.

- „Superpotera pravila”. Adrenalin. Arhivirano iz originala 18. 10. 2024. g.

- „Obrada podataka — Superpotera”. Adrenalin. Arhivirano iz originala 18. 10. 2024. g.

| Сезона | Сезона | Број епизода | Премијерно емитовање | Премијерно емитовање |
| Сезона | Сезона | Број епизода | Почетак емитовања    | Завршетак емитовања  |
| ------ | ------ | ------------ | -------------------- | -------------------- |
|        | 1      | 12 (1 – 12)  | 8. март 2025.        | 14. јун 2025.        |